# From the Inside (album Laury Pausini)
From The Inside – siódmy studyjny album i pierwsza anglojęzyczna płyta włoskiej piosenkarki Laury Pausini, wydana w dniu 5 listopada 2002 roku w Stanach Zjednoczonych. Na całym świecie premierę miał natomiast 31 stycznia 2003 roku.

## Lista utworów
| #                                          | Tytuł                                           | Czas trwania |
| ------------------------------------------ | ----------------------------------------------- | ------------ |
| 1.                                         | I Need Love                                     | 3:54         |
| 2.                                         | Do I Dare                                       | 4:04         |
| 3.                                         | Surrender                                       | 3:57         |
| 4.                                         | If That's Love                                  | 3:34         |
| 5.                                         | It's Not Goodbye                                | 4:38         |
| 6.                                         | Love Comes From The Inside                      | 3:57         |
| 7.                                         | Every Little Thing You Do                       | 3:59         |
| 8.                                         | Every Day Is A Monday                           | 3:06         |
| 9.                                         | You Are                                         | 4:13         |
| 10.                                        | I Do To Be                                      | 3:25         |
| 11.                                        | Without You                                     | 4:32         |
| 12.                                        | Every Little Thing You Do (Piano/Vocal Reprise) | 2:53         |
| Utwory bonusowe na japońskiej edycji płyty |                                                 |              |
| 13.                                        | Surrender Ford’s remix                          | 7:44         |
| 14.                                        | Il mio sbaglio più grande                       | 3:05         |
| 15.                                        | In assenza di te                                | 4:30         |

## Certyfikaty i sprzedaż
| Kraj      | Najwyższa pozycja |
| --------- | ----------------- |
| Finlandia | 3                 |
| Francja   | 34                |
| Szwecja   | 24                |
| Włochy    | 3                 |